# نیرنگ دختران
نیرنگ دختران فیلمی به کارگردانی سعید نیوندی و نویسندگی پرویز حجازی محصول سال ۱۳۴۳ است.

## بازیگران
- سهیلا
- عزت حسنعلی
- ایرج قادری
- عزیزه
- حمیده خیرآبادی
- هوشنگ بهشتی
- صابر آتشین
- سیمون
- میترا
- سیاوش
- گلنار